# Gumiflex
Gumiflex (tal. Gommaflex), opasan je neprijatelj Grupe TNT koji se prvi put pojavio u 110. epizodi stripa Alan Ford, "Gumiflex".

## Životopis
O Gumiflexovoj povijesti ne zna se mnogo. Zna se da je prvi grad u kojem je kriminalno djelovao bio Los Angeles, nakon čega se iznenadno doselio u New York. Na svečanom balu ukrao je dragulje grofice Čanskoklaje, a za nekoliko tisuća dolara prevario je i gradske vijećnike. Inspektor Brok moli Broja 1 za pomoć, pa se Grupa TNT daje u potjeru za zločincem. Otada počinje vječno neprijateljstvo Gumiflexa i Grupe TNT, te on postaje njihov drugi najopasniji neprijatelj nakon Superhika. Važno je napomenuti i da Gumiflex nikad ne surađuje s ostalim negativcima, što se vidi u 176. epizodi "Festival" gdje on onesposobljava i zarobljava Arsena Lupigu, koji je također veliki neprijatelj Grupe TNT.

## Sposobnosti i vještine
Gumiflex ima jednu veliku sposobnost, a to je gumeno lice, zbog kojeg se u stanju preobraziti u bilo koju osobu na ovom svijetu, pa čak i u psa. Druga velika sposobnost je otpornost na otrove, što se vidi u epizodi "Festival" gdje Arsen Lupiga pokuša otrovati Gumiflexa, ali bez većeg uspjeha.

## Zanimljivosti
- Gumiflex je jedan od rijetkih negativaca koji je Grupu TNT osramotio u više navrata.

- Obično se tvrdi da Grupa TNT nikad nije uspjela uhvatiti Gumiflexa, što na neki način i jest točno: u prvoj epizodi ga već hvataju, ali samo na trenutak, jer se on brzo oslobodio.[1]

- Inspiraciju za Gumiflexa Bunker je našao u Kameleonu, negativcu iz stripa "Čovjek pauk", koji slično izgleda i ima istu sposobnost prerušavanja. Ipak, postoji važna razlika: dok Kameleon često surađuje s ostalim negativcima, Gumiflex uvijek radi sam.

- Gumiflex pripada novijim negativcima stripa koji nemaju društvene ili političke konotacije.

- Vrlo je čudno da Bunker nije objasnio kako je nastao Gumiflex. Zbog toga su se stvorile brojne teorije: propali/uspješni znanstveni/vojni pokus, posljedica radijacije...